# Década de 1110 a.C.

## Eventos
- 1114 a.C. Início do reinado de Tiglate-Pileser I, que teria liderado os Assírios até o ano de 1076 a.C.
- 1115 a.C . Zhou cheng wang torna-se rei da Dinastia Zhou da China . (Alternativamente: 1111 a.C )
- 1115 a.C . Tiglate-Pileser I torna-se rei da Assíria

## Mortes
- 1116 a.C - Morte de Zhou wu wang , Rei da Dinastia Zhou da China
- 1110 a.C - Morte do General Insuare Jr.